# Igreja Doamnei
A Igreja Doamnei (em romeno: Biserica Doamnei; tradução literal: "Igreja da Senhora") ou Igreja da Apresentação de Nossa Senhora (Biserica din Intrarea Maicii Domnului în Biserică) é um templo da Igreja Ortodoxa Romena cuja construção terminou em 1683, situado na Avenida da Vitória, uma das principais artérias do centro de Bucareste, a capital da Roménia.
O nome comum abreviado deve-se a Doamna (Senhora) Maria, a esposa do príncipe da Valáquia Şerban Cantacuzino (r. 1678–1688). O edifício é uma basílica com três corpos — altar, nave e pronau com campanário. Na entrada há um pórtico sustentado por oito colunas. A arquitetura da igreja representa o período de transição entre o período de Mateus Basarab (r. 1632–1654) e o estilo brâncovenesc, que se desenvolveu durante o reinado de Constantino Brâncoveanu (r. 1688–1714). No interior destacam-se os frescos do século XVII do pintor grego Constantino Minos e do seu discípulo Ioan Zugravul.

## História
Antes da igreja atual, a princesa Maria  mandou construir uma igreja de madeira no local onde existia uma mais antiga. Em 1677, essa igreja é mencionada como sendo a "luxúria do padre Istratie". A nova igreja, que inicialmente serviu como capela duma das residências da família Cantacuzino, foi consagrada como um agradecimento a Deus pela vitória cristã contra os Império Otomano na Batalha de Viena, travada entre julho e agosto de 1683. Em 1688 ou 1689, dez anos após a morte de Şerban Cantacuzino, a sua viúva colocou a igreja na dependência do Mosteiro Cotroceni, fundado pela alma do príncipe defunto. Constantino Brâncoveanu fez algumas obras no mosteiro anexo e acrescentou um pórtico à igreja.
A igreja sofreu estragos devido a um série de sismos (1738, 1802, 1827, 1829, 1838, 1977 e 1986) e a um fogo em 1847, além de ter sido saqueada mais do que uma vez. Os restauros subsequentes alteraram significativamente a arquitetura original. Uma fotografia tirada durante a ocupação austríaca (1854–1856) mostra a igreja muito danificada. Antes de 1868, houve obras de reconstrução de grande envergadura, durante as quais foi demolido o campanário, que foi substituído por um novo. Em 1869 e 1906 houve mais obras de restauro. Em 1915 foi declarada monumento histórico por decreto real.
As obras que decorriam em 2012 por iniciativa do pároco local, tinham como objetivo, além de restaurar a igreja, repor o seu aspeto original. Entre os objetivos dessas obras destacavam-se a recuperação de mais frescos de Constantino Minos, que só foram descobertos em 1931, quando a pintura então existente foi removida, e das esculturas em pedra da autoria de Gligore Cornescu que adornavam as janelas e porta da igreja.